# Rio Caipora
O rio Caipora   é um curso de água do estado do Acre, Brasil.